# Despina (mjesec)
Despina (također Neptun V) je prirodni satelit planeta Neptun, s oko 150 kilometara u promjeru i orbitalnim periodom od 0.33465551 ± 0.00000001 dana.